# Salvatge Cor
Salvatge Cor és un bandautor de lo-fi i art pop, fundat el 2013 a Mallorca, guanyador del premi Art Jove de Música Contemporània de les Illes Balears el 2016 i del Premi Joventut del concurs Sona9 el 2017. Fins al 2019 havia editat un llarga durada i dos EPs. L'any 2020 va esdevenir segon guanyador del recuperat Pop-Rock de Palma, emportant-se també la distinció a la millor cançó en català del certamen amb la inèdita "Cap a la llum", i Premi Bartomeu Rosselló-Pòrcel als Premis 31 de Desembre de l'Obra Cultural Balear. Així mateix, els seus treballs discogràfics han rebut guardons com el Premi Enderrock de la Crítica a millor disc revelació dels Països Catalans, el Premi Enderrock de la Crítica a millor disc i a millor disc revelació de la música balear o el Premi Ciutat de Palma Bonet de Sant Pere de Música.

## Història

### Trajectòria
Salvatge Cor es va formar a mitjan 2013 a Sa Garriga (Mallorca), fundada pel poeta i compositor Llorenç Romera i Pericàs, guanyador del 19è Premi de poesia Joan Duch per I l'ànima em penjava així (Editorial Fonoll, 2018), autor també del poemari Persona (Documenta Balear, 2021).
Defineixen el seu estil amb l'etiqueta «pop post-Bowie» i segueixen el principi minimalista de menys és més. Les lletres, amb forta influència literària, tenen un pes molt important a les seves cançons. Als enregistraments, hi han col·laborat el poeta Enric Casasses, la cantant Júlia Colom i la cantautora Maria Jaume, guanyadora del Premi Sona9 de 2019. Als seus directes, també han treballat amb artistes com la poeta Meritxell Cucurella-Jorba o les formacions Marcel Cranc i Gran Amant.
La primavera de 2022 editarà un nou disc, CRUÏLLA, que serà presentat al Vida Festival, entre d'altres.

### Components
Salvatge Cor ha comptat amb diferents components titulars al llarg de la seva trajectòria, fruit del tarannà mutable de la formació.
En el període 2013–2014, de maquetes casolanes, el grup estava constituït per Llorenç Romera Pericàs (guitarra i veu) i Xavier Vidal (bateria).
En el període 2014–2015 i per al disc l'U, Romera Pericàs va estar acompanyat de Gabriel Abrines (guitarra), Pere Antoni Bestard (baix) i Ferran Bellver (bateria).
En el període 2016–2018, en què s'enregistrà l'Ànima i *bruixes..* , Romera Pericàs va comptar amb Abrines, Bellver i també amb Leonardo Prieto (baix).
Per a la presentació de l'àlbum *bruixes..*  (2019–2020), Romera Pericàs estava acompanyat per Abrines així com per Pere Font (baix), Sara Mingolla (teclat) i Jaume Salom (bateria).
L'any 2021, a més de Romera Pericàs, van completar la formació Pere Font (baix), Miquel Marquet (bateria), Sara Mingolla (teclat) i Faust Morell (guitarra).

## Discografia oficial
- l'U (Runaway, 2015).[6] Tercer disc favorit per al públic de la revista Gent Normal.
- Hi ha gent que entra dins la teva ÀNIMA i ja no en sortirà mai més (DiscMedi, 2018).[6] Premi Enderrock de la Crítica a millor disc revelació de la música balear.
- *bruixes..*  (DiscMedi, 2019).[2] Premi Enderrock de la Crítica a millor disc revelació dels Països Catalans, Premi Enderrock de la Crítica a millor disc de la música balear i Premi Ciutat de Palma Bonet de Sant Pere de Música al millor enregistrament.